# Jurinea
Jurinea är ett släkte av korgblommiga växter. Jurinea ingår i familjen korgblommiga växter.

## Bildgalleri

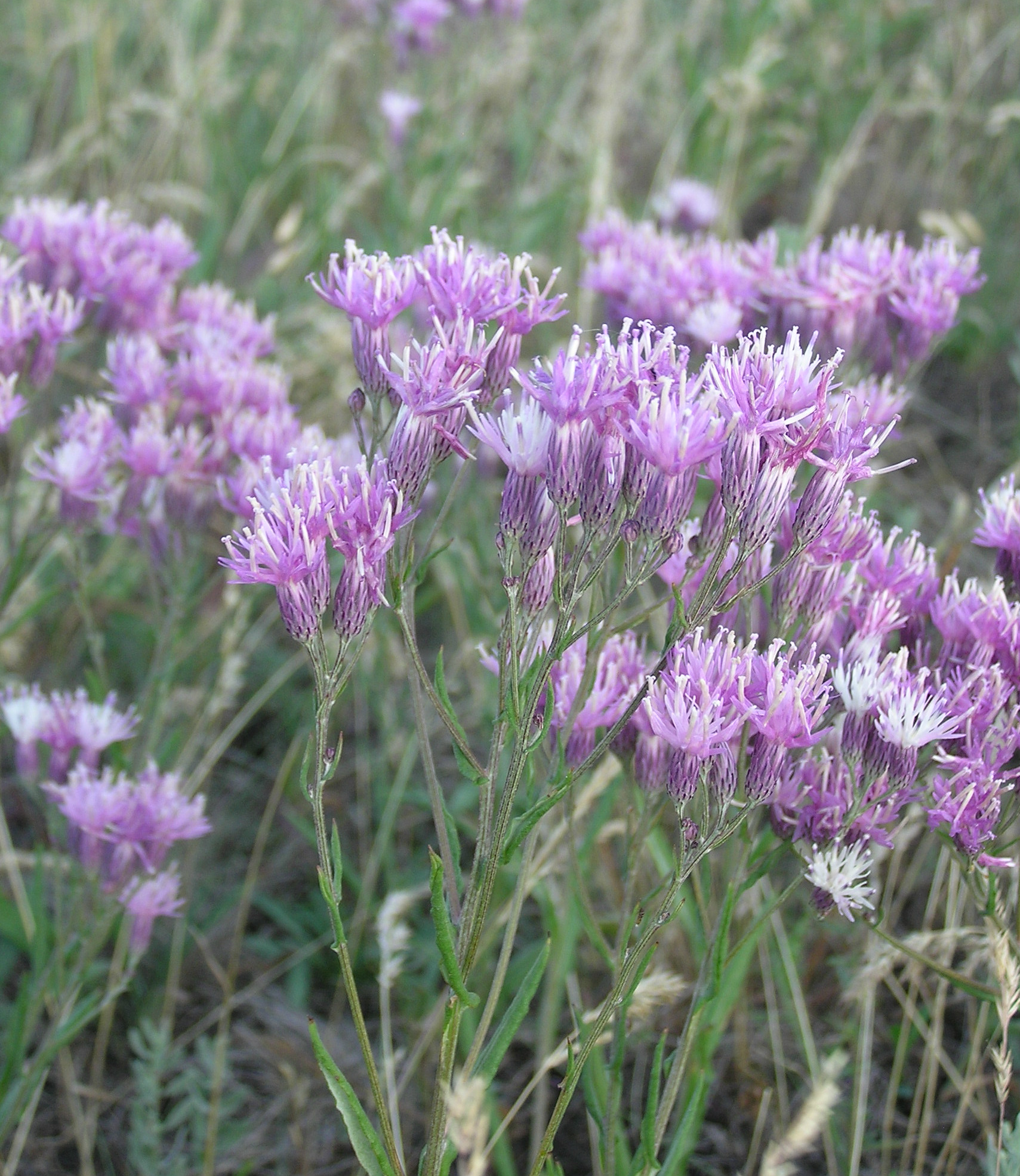

## Dottertaxa tillJurinea, i alfabetisk ordning[1]
- Jurinea abolinii
- Jurinea abramowii
- Jurinea adenocarpa
- Jurinea akinfievii
- Jurinea alata
- Jurinea albicaulis
- Jurinea albovii
- Jurinea algida
- Jurinea almaatensis
- Jurinea altaica
- Jurinea ancyrensis
- Jurinea androssovii
- Jurinea annae
- Jurinea antoninae
- Jurinea antonowii
- Jurinea asperifolia
- Jurinea atropurpurea
- Jurinea aucheriana
- Jurinea baissunensis
- Jurinea baldschuanica
- Jurinea bellidioides
- Jurinea berardioides
- Jurinea bipinnatifida
- Jurinea blanda
- Jurinea bobrovii
- Jurinea bocconei
- Jurinea botschantzevii
- Jurinea brachypappa
- Jurinea bracteata
- Jurinea bucharica
- Jurinea bulgarica
- Jurinea bungei
- Jurinea cadmea
- Jurinea caespitans
- Jurinea caespitosa
- Jurinea capusii
- Jurinea carduiformis
- Jurinea cartaliniana
- Jurinea catharinae
- Jurinea cephalopoda
- Jurinea ceratocarpa
- Jurinea chaetocarpa
- Jurinea ciscaucasica
- Jurinea consanguinea
- Jurinea cooperi
- Jurinea cordata
- Jurinea coronopifolia
- Jurinea creticola
- Jurinea cyanoides
- Jurinea cynaroides
- Jurinea czilikiniana
- Jurinea darvasica
- Jurinea densisquamea
- Jurinea derderioides
- Jurinea dobrogensis
- Jurinea dolomiaea
- Jurinea dolomitica
- Jurinea dshungarica
- Jurinea dumulosa
- Jurinea eduardi-regelii
- Jurinea elegans
- Jurinea eriobasis
- Jurinea ewersmannii
- Jurinea eximia
- Jurinea exuberans
- Jurinea fedtschenkoana
- Jurinea ferganica
- Jurinea filicifolia
- Jurinea flaccida
- Jurinea gabrieliae
- Jurinea galushkoi
- Jurinea gedrosiaca
- Jurinea glycacantha
- Jurinea gnaphalioides
- Jurinea gorodkovii
- Jurinea gracilis
- Jurinea grossheimii
- Jurinea grumosa
- Jurinea hamulosa
- Jurinea helenae
- Jurinea helichrysifolia
- Jurinea heterophylla
- Jurinea himalaica
- Jurinea humilis
- Jurinea iljinii
- Jurinea impressinervis
- Jurinea inuloides
- Jurinea kamelinii
- Jurinea kapelkinii
- Jurinea karabugasica
- Jurinea karatavica
- Jurinea kaschgarica
- Jurinea kazachstanica
- Jurinea kilaea
- Jurinea kirghisorum
- Jurinea knorringiana
- Jurinea kokanica
- Jurinea komarovii
- Jurinea kopetensis
- Jurinea korotkovae
- Jurinea krascheninnikovii
- Jurinea kultiassovii
- Jurinea kuraminensis
- Jurinea lanipes
- Jurinea lasiopoda
- Jurinea leptoloba
- Jurinea levieri
- Jurinea lipskyi
- Jurinea lithophila
- Jurinea longifolia
- Jurinea ludmilae
- Jurinea lydiae
- Jurinea macranthodia
- Jurinea macrocephala
- Jurinea mallophora
- Jurinea margalensis
- Jurinea mariae
- Jurinea maxima
- Jurinea meda
- Jurinea merxmuelleri
- Jurinea modesti
- Jurinea mollissima
- Jurinea mongolica
- Jurinea monocephala
- Jurinea monticola
- Jurinea moschus
- Jurinea mugodsharica
- Jurinea multicaulis
- Jurinea multiceps
- Jurinea multiflora
- Jurinea multiloba
- Jurinea neicevii
- Jurinea nivea
- Jurinea olgae
- Jurinea orientalis
- Jurinea pamirica
- Jurinea persimilis
- Jurinea perula-orientis
- Jurinea pilostemonoides
- Jurinea pineticola
- Jurinea pinnata
- Jurinea poacea
- Jurinea pollichii
- Jurinea polycephala
- Jurinea polyclonos
- Jurinea popovii
- Jurinea prasinophylla
- Jurinea prokhanovii
- Jurinea propinqua
- Jurinea proteoides
- Jurinea psammophila
- Jurinea pseudoiljinii
- Jurinea pteroclada
- Jurinea pulchella
- Jurinea pumila
- Jurinea pungens
- Jurinea radians
- Jurinea ramosissima
- Jurinea rhizomatoidea
- Jurinea robusta
- Jurinea roegneri
- Jurinea rosulata
- Jurinea ruprechtii
- Jurinea salicifolia
- Jurinea sangardensis
- Jurinea scapiformis
- Jurinea schachimardanica
- Jurinea schischkiniana
- Jurinea semenowii
- Jurinea serratuloides
- Jurinea shahrestanica
- Jurinea sharifiana
- Jurinea simplex
- Jurinea sintenisii
- Jurinea sosnowskyi
- Jurinea spectabilis
- Jurinea spiridonovii
- Jurinea spissa
- Jurinea squarrosa
- Jurinea staehelinae
- Jurinea stenocalathia
- Jurinea stenophylla
- Jurinea stoechadifolia
- Jurinea subhastata
- Jurinea suffruticosa
- Jurinea suidunensis
- Jurinea tadshikistanica
- Jurinea tanaitica
- Jurinea tapetodes
- Jurinea tenuiloba
- Jurinea thianschanica
- Jurinea tortisquamea
- Jurinea transsilvanica
- Jurinea trautvetteriana
- Jurinea trifurcata
- Jurinea venusta
- Jurinea viciosoi
- Jurinea zakirovii